# Victoria Gulliksen
Victoria Gulliksen (* 23. Februar 1992) ist eine norwegische Springreiterin.
Im April 2013 befand sie sich auf Platz 343 der Weltrangliste.

## Werdegang
Als Tochter des Springreiters Geir Gulliksen wuchs sie mit Pferden auf und begann zweijährig auf einem Shetlandpony zu reiten. 
Seit ihrem Schulabschluss im Jahr 2011 arbeitet sie im Stall ihrer Eltern.
Im Februar 2012 ritt sie in Zürich erstmals ein Weltcupspringen.

## Pferde
aktuelle:
- Billy Buttercup (* 2002), Irisches Sportpferd, braune Stute, Besitzer: Stall Gullik AS
- Urval (* 2001), KWPN, Fuchswallach, Vater: Hattrick, Muttervater: Elcaro, seit 2012
- Dorada (* 1998), Irisches Sportpferd, Fuchswallach, Vater: Harlequin du Carel, Muttervater: Clover Hill, Besitzer: Stall Gullik AS, seit 2012 gemeinsam mit Geir Gulliksen, zuvor von Shane Breen (2009–2011) und William Funnell (2012) geritten.

ehemalige Turnierpferde:
- Storm (* 1999), KWPN, brauner Wallach, Vater: Grandeur, Muttervater: Nurprimus, 2010 - 2012 gemeinsam mit Geir Gulliksen, zuvor von Henrik von Eckermann geritten.
- Lord II Z (* 1993), Belgisches Warmblut, brauner Wallach, Vater: Landlord, Muttervater: Rebel I, 2008 - 2011 gemeinsam mit Geir Gulliksen.

## Erfolge

### Championate und Weltcup
- Europameisterschaften
  - 2007, Auvers: 12. Platz mit der Mannschaft, 76. Platz im Einzel, mit Pasinda (Junioren)
  - 2008, Prag: 15. Platz mit der Mannschaft, 46. Platz im Einzel, mit Lord II Z (Junioren)
  - 2009, Hoofddorp: 9. Platz mit der Mannschaft, 53. Platz im Einzel, mit Lord II Z (Junioren)
  - 2010, Jardy: 8. Platz mit der Mannschaft, 22. Platz im Einzel, mit Storm (Junge Reiter)
  - 2011, Comporta: 8. Platz mit der Mannschaft, 19. Platz im Einzel, mit Storm (Junge Reiter)

### Weitere Erfolge (Auswahl)
- 2013: 1. Platz im Eröffnungsspringen von Leipzig (Billy Buttercup)

| Personendaten    | Personendaten              |
| ---------------- | -------------------------- |
| NAME             | Gulliksen, Victoria        |
| KURZBESCHREIBUNG | norwegische Springreiterin |
| GEBURTSDATUM     | 23. Februar 1992           |